# Земля гангстеров
«Земля гангстеров» (также называемая «В отсутствие хороших людей») — американский криминальный боевик 2017 года, снятый Тимоти Вудвордом-младшим, в главных ролях: Шон Фэрис, Майло Гибсон, Джейсон Патрик, Джейми-Линн Сиглер и Питер Фачинелли.

## Сюжет
В фильме рассказывается история восхождения Аль Капоне в преступный мир Чикаго с точки зрения Джека Макгерна. МакГурн, успешный боксер-любитель, присоединяется к итальянской мафии после убийства своего отца и поднимается в организации вместе со своим другом Аль Капоне. Бизнес процветает, но итальянцы и ирландская мафия вокруг Дина «Диона» О'Бэниона и Джорджа «Багса» Морана начинают ожесточенную битву за криминальное господство в преступном мире Чикаго, кульминацией которой является так называемая резня в День святого Валентина.

## В ролях
- Майло Гибсон в роли Аль Капоне
- Шон Фэрис в роли Джека "Пулемёт" МакГёрна
- Джейсон Патрик в роли детектива Рида
- Джейми-Линн Сиглер в роли Лулу Рольфе
- Питер Фачинелли в роли Джорджа "Багс" Морана
- Марк Ролстон в роли Дина «Дион» О'Бэнниона
- Майкл Паре в роли капитана О'Коннора
- Шон Кэнан в роли детектива Бойла
- Эл Сапиенца в роли Джованни «Джонни» Торрио
- Том Нога в роли Анджело Демори
- Дональд Патрик Харви в роли детектива Ланда
- Джейсон Брукс в роли агента ФБР Уилсона
- Дрэйк Эндрю в роли Джона Скалиса
- Рори Киннер в роли Франклина «Фрэнк» Рио
- Райан Кайзер в роли Питера Гузенберга
- Луис Фасанаро в роли Альберта Ансельми
- Дэнни Хансен в роли Фрэнка Газенберга
- Джин Кауфман в роли Жозефины Демори
- Кевин Донован в роли Бена Фельдмана